# 30 Commando
30 Commando / Assault Unit / Advance Unit − tajny brytyjski oddział Commando z czasów II wojny światowej wyspecjalizowany w pozyskiwaniu danych wywiadowczych na lub za linią frontu. Był odpowiedzialny za przechwycenie wielu niemieckich naukowców i nowoczesnych technologii. Działania jego członków posłużyły później Ianowi Flemingowi za inspirację przy pisaniu utworów o Jamesie Bondzie.  

## Geneza
Podczas kampanii w Jugosławii i Grecji (1941) przy liniowych niemieckich jednostkach operowały polowe oddziały Abwehry (Marineeinsatzkommandos i Abwehrtruppen), których zadaniem było pozyskiwanie i uniemożliwienie zniszczenia przez wroga danych wywiadowczych o pierwszorzędnym znaczeniu. Duża skuteczność tych formacji sprawiła, że analizujący ich działania z ramienia Naval Intelligence Division (NID) kmdr por. Ian Fleming w kwietniu 1942 roku przedstawił projekt powołania analogicznych oddziałów brytyjskich. Pomysł został zaaprobowany przez Połączony Komitet Wywiadu i Komitet Szefów Sztabu. W rezultacie we wrześniu 1942 roku powstał oddział o nazwie Special Intelligence Unit. Na mocy ustawy Official Secrets Act jego istnienie podczas wojny oraz przez ponad 50 lat po jej zakończeniu było utajnione. 

## Organizacja
Struktura oddziału została ustalona w listopadzie 1942 roku, a on sam został przemianowany na (No.) 30 Commando. Składał się z trzech sekcji: 33 Army, 34 Royal Marines i 36 Royal Navy (z powodu braku zainteresowania ze strony RAF, ostatecznie nie powstała sekcja 35 Royal Air Force). Jego liczebność początkowo nie przekraczała 50 osób, jednak później zwiększyła się do ponad 200 komandosów. Na czele jednostki tymczasowo stanął bohater rajdu na Saint-Nazaire, kmdr por. Robert Ryder VC (w 1943 roku zastąpiony przez kmdr. ppor. Rileya). Z racji jej struktury poddano ją rozkazom Szefa Operacji Połączonych. Pod przykrywką nazwy Special Engineering Unit weszła wraz z innymi oddziałami Commando w skład Special Service Brigade (Brygady Służby Specjalnej). Kontrolę nad sekcją Royal Navy zachowała jednak Admiralicja, reprezentowana przez Fleminga.  
Na przełomie 1943 i 1944 oddział przeszedł reorganizację. Jego nazwę zmieniono na 30 Commando Assault Unit, a później na 30 Assault Unit (30AU) i podzielono go na trzy skrzydła (wings): Royal Navy (RN), Royal Marines (RM) i Army. Dwa pierwsze zostały rozbudowane i poddane operacyjnej kontroli NID oraz Naczelnego Dowództwa Sił Morskich SHAEF. Administracyjnie skrzydło RN podlegało z kolei Dowództwu Operacji Połączonych, a skrzydło RM Dowództwu Royal Marines. Obydwa zostały wyznaczone do działań w Europie Zachodniej, przeniesiono je więc przed Operacją Overlord do Wielkiej Brytanii i podzielono na trzy sekcje: A, B i X. Natomiast skrzydło armijne pozostało we Włoszech, wciąż działając pod rozkazami Operacji Połączonych jako Special Engineering Unit. Od listopada 1944 roku 30AU dowodzony był przez oficera RM, płk. Quilla.
W marcu 1945 roku oddział otrzymał nazwę 30 Advance Unit.

## Szkolenie
Członkowie oddziału byli ochotnikami. Sekcja 33 składała się z komandosów Armii, 34 z  komandosów RM, a 36 z oficerów Royal Naval Volunteer Reserve (RNVR). Wszyscy musieli ukończyć kurs Commando w Achnacarry. Dalsze szkolenie było zróżnicowane w zależności od sekcji. Rola Royal Marines była zwykle zredukowana do zapewniania ochrony na polu bitwy pozostałym członkom oddziału. Zadania ściśle wywiadowcze leżały w gestii żołnierzy sekcji 33 i 36. Przechodzili oni więc dodatkowe szkolenie m.in. w zakresie podkładania i rozbrajania ładunków wybuchowych, poszukiwania i rozpoznawania dokumentów nieprzyjaciela, włamywania się do sejfów, fotografii, przesłuchiwania jeńców, technik ucieczki, skakania ze spadochronem. Najbardziej wyspecjalizowani byli członkowie sekcji Royal Navy, stąd zwanej również „techniczną”. Byli oni zaznajomieni z budową niemieckich min, torped, hydrofonów, sonarów, U-Bootów, strukturą oraz działalnością wrogich sił zbrojnych i służb wywiadowczych, władali językiem niemieckim bądź włoskim, niektórzy byli wykwalifikowanymi nurkami. 

## Operacje
Bojowym debiutem 30 Commando była Operacja Torch w listopadzie 1942 roku, gdy 7 komandosów RM z sekcji 33 wylądowało wraz z oddziałami amerykańskimi pod Algierem z zamiarem zdobycia i zabezpieczenia tamtejszej kwatery Francuskiej Marynarki Wojennej. Wskutek niespodziewanie silnego oporu Francuzów misja nie powiodła się. Zamiast tego komandosi zajęli Włoską Komisję Rozejmową i przeszukali siedzibę podobnej komisji niemieckiej. Sekcja 33 pozostała w Afryce Północnej do końca działań wojennych na tym obszarze, działając od lutego do maja 1943 roku w Tunezji. W czerwcu wzięła udział w zajęciu Pantellerii.
W lipcu oddział został podzielony na zespoły polowe. Trzy wzięły udział w inwazji na Sycylię, podczas której zdobyły i zabezpieczyły kompleks stacji radarowych i bazę wodnosamolotów koło Syrakuz, kwaterę Regia Marina w Auguście oraz jej arsenał i magazyny w Trapani, siedzibę OVRA i port w Katanii oraz pewną liczbę cennych dokumentów w Mesynie. We wrześniu bez większych sukcesów przeszukiwały porty i nadmorskie rejony na południu Półwyspu Apenińskiego. Jeden zespół wziął udział w operacjach sił specjalnych na wyspach Dodekanezu, skąd wycofał się wskutek zajęcia archipelagu przez Niemców.
6 czerwca 1944 roku połączone skrzydła RN i RM (sekcje A, B i X) wylądowały na plażach Normandii wraz z pierwszymi alianckimi oddziałami inwazyjnymi. Zabezpieczyły stacje radarowe w Douvres (największa tego typu instalacja Luftwaffe w Normandii), La Percée i Arromanches. W tej ostatniej zdobyto mapę z lokalizacją wszystkich istniejących i planowanych stacji radarowych w Europie wraz z bogatą dokumentacją techniczną obejmującą również urządzenia, które nie weszły jeszcze do użytku. Zostało to potem uznane przez Admiralicję za najcenniejszą pojedynczą zdobycz technologii podczas wojny.
Sekcja X wkroczyła 25 sierpnia do Paryża, gdy wciąż trwały walki o miasto, i zajęła kwaterę Kriegsmarine, a następnie fabrykę i podziemne składy torped w Houilles i Saint-Cloud. Zabezpieczyła tam nowoczesne torpedy akustyczne T5 i eksperymentalne T10 oraz bogatą dokumentację techniczną. Sekcje A i B prowadziły natomiast operacje w Bretanii i Pas-de-Calais, a niewielkie wydzielone zespoły we współpracy z oficerami francuskiego wywiadu działały w rejonie Tulonu i Strasburga.
Skrzydło Armii operowało na froncie włoskim. Jego główna baza znajdowała się w Impruneta. Stamtąd komandosi byli przerzucani na spadochronach za linię frontu. We współpracy z włoskimi partyzantami prowadzili działania dywersyjne na tyłach Niemców w górach wokół Carrary oraz działania wywiadowcze w porcie La Spezia. 
Przełom 1944 i 1945 roku 30AU poświęciło na przygotowania do operacji na terenie Niemiec. Były one prowadzone od początku marca 1945 roku w pasie natarcia alianckich armii przez małe, niezależne oddziały polowe, w których skład wchodzili również przedstawiciele amerykańskich służb wywiadowczych. Niektóre z ich działań wciąż pozostają utajnione. Do największych znanych sukcesów 30 AU na obszarze III Rzeszy zalicza się:
- zdobycie zakładów Schmidding-Werke pod Kolonią wraz z personelem technicznym i dużą ilością dokumentacji na temat ściśle tajnych prac prowadzonych nad rakietami, zdalnie naprowadzanymi pociskami i samolotami odrzutowymi (3 marca)[14]
- odnalezienie ukrytej w górach Harzu dokumentacji i elementów prototypowych U-Bootów oraz zestawów radarowych, a także schwytanie pod Bad Sachsa prof. Herberta Wagnera, twórcy pocisku rakietowego Henschel Hs 293 (23 kwietnia)[15]
- zdobycie w Zamku Tambach kompletnego archiwum OKM, obejmującego dokumenty niemieckiej marynarki wojennej z lat 1850-1944 (25 kwietnia)[16]
- wkroczenie do Bremy jako pierwsza aliancka jednostka i przyjęcie kapitulacji miasta z rąk jego burmistrza (26 kwietnia); zdobycie w stoczni Deschimag 16 U-Bootów typu XXI w różnych etapach budowy[17][18]
- wkroczenie wraz z pododdziałem SAS do Lubeki jako pierwsza aliancka jednostka (3 maja)[19]
- odbicie z rąk SS statku-więzienia „Athen” w Neustadt i uwolnienie przetrzymywanych na nim od 12 dni bez żadnego pożywienia 6000 robotników przymusowych (3 maja)[20]
- wkroczenie wraz z T-Force i SAS (w sumie ok. 500 ludzi) do Kilonii jako pierwsza aliancka jednostka, przyjęcie kapitulacji 25-tysięcznego garnizonu miasta, zdobycie zakładów Walter-Werke i schwytanie dr. Hellmutha Waltera (5 maja)[21]
- zajęcie niszczyciela Z-29 typu Narvik i liniowca „Europa” w Bremerhaven (7 maja)[22]
- wkroczenie do Flensburga, siedziby ostatniego rządu III Rzeszy, jako pierwsza aliancka jednostka (9 maja)[23]

## 30 Commando a James Bond
Pomysłodawcą i współtwórcą oddziału był Ian Fleming, czyli późniejszy autor książek o przygodach superszpiega kmdr. por. Jamesa Bonda. Podczas ich pisania inspirował się losami członków jednostki i ich wojennymi dokonaniami. Za jednego z głównych pierwowzorów postaci Bonda jest uznawany kmdr por. Patrick Dalzel-Job − oficer skrzydła Royal Navy 30AU.